# Addison Mort Walker
Addison Mort Walker   (El Dorado, 3 de setembre de 1923 - Stamford, 27 de gener de 2018) va ser un guionista de còmics nord-americà, més conegut per crear les tires còmiques dels diaris Beetle Bailey el 1950 i Hi and Lois el 1954. Va signar Addison amb algunes de les seves tires.

## Biografia
Walker va néixer a El Dorado, Kansas, fou el tercer de quatre fills. Els seus germans van ser Peggy W. Harman (1915-2012), Robin Ellis Walker (1918-2013) i Marilou W. White (1927-2021). Després d'un parell d'anys, la seva família es va traslladar a Amarillo, Texas, i més tard a Kansas City, Missouri, a finals de 1927, on el seu pare, Robin Adair Walker (m. 1950), va fer d'arquitecte, mentre que la seva mare, Carolyn Richards Walker (m. 1970), treballava com a il·lustradora d'un diari. Era d'ascendència escocesa, irlandesa i anglesa. Un dels seus avantpassats era metge a bord del Mayflower.
Durant els seus anys a l'escola primària, va dibuixar per a un diari d'estudiants. Va assistir a Northeast High School, on va ser animador, editor de diaris escolars, editor d'art de l'anuari, actor d'escenari en un programa de ràdio i va dirigir un centre d'adolescents del barri que pertanyia a diverses organitzacions. Va publicar el seu primer còmic a onze anys i va vendre el seu primer còmic als 12. A catorze anys, venia habitualment còmics a les revistes, Flying Aces i Inside Detective. Quan tenia quinze anys, va dibuixar una tira còmica, The Lime Juicers, per al setmanari Kansas City Journal, i va treballar com a dibuixant al mateix temps per a una editorial industrial. A divuit anys, va ser el dissenyador editorial en cap d'Hallmark Brothers (més tard Hallmark Cards) i va ser fonamental per canviar la targeta de l'empresa d'ossets de peluix a dibuixos mordaços, que era més adequat per als soldats.
Graduat a la Northeast High School, va assistir un any al Kansas City Junior College el 1942–43 abans d'anar a la Universitat de Missouri. La presència física de Walker a Columbia es nota per The Shack, que era un local d'hamburgueseria divagant darrere de Jesse Hall a Conley Avenue. Imatges semblants a l'interior de la barraca van aparèixer als dibuixos animats de Beetle Bailey i s'esmenten pel seu nom a la tira de Beetle Bailey del 14 de setembre de 1950. Walker va visitar el Shack en els viatges de tornada a Columbia i l'últim va ser a l'estructura original el 1978. La barraca va ser destruïda en un incendi el 1988 i Walker hi va tornar el 2010 per dedicar una rèplica de l'edifici al centre d'estudiants amb zona de menjador que ara es diu formalment "Mort's". Una estàtua de bronze de mida real de Beetle Bailey es troba davant del centre d'antics alumnes que és a prop de The Shack.
El 1943, Walker va ser reclutat per l'exèrcit dels Estats Units i va servir a Itàlia, on va ser un oficial d'intel·ligència i d'investigació i també estava a càrrec d'un campament aliat per a 10.000 presoners de guerra alemanys. Després de la guerra va ser destinat a Itàlia on va estar al capdavant d'una companyia de guàrdies italiana. Va llicenciar-se com a First lieutenant el 1947. Es va graduar el 1948 a la Universitat de Missouri, on va ser editor i director d'art de la revista d'humor de la universitat, Showme, i va ser president del capítol local Kappa Sigma.

## Tires còmiques
Després de graduar-se, Walker va anar a Nova York per seguir una carrera de dibuixant de còmics. Va començar a fer Spider, una sèrie d'una sola vinyeta per al The Saturday Evening Post, sobre un estudiant universitari mandrós i relaxat. Quan va decidir que podia guanyar més diners fent una tira còmica de diverses vinyetes, Spider es va transformar en Beetle Bailey, que finalment va distribuir King Features Syndicate a 1.800 diaris de més de 50 països per a un públic combinat de 200 milions diaris.
El 1954, Walker i Dik Browne es van unir per editar, Hi i Lois, un spin-off de Beetle Bailey (Lois era la germana de Beetle). Amb el pseudònim "Addison", Walker va començar Boner's Ark el 1968. Altres tires còmiques creades per Walker inclouen Gamin i Patches, Mrs. Fitz's Flats, The Evermores (amb Johnny Sajem), Sam's Strip, i Sam i Silo (els dos últims amb Jerry Dumas). El 2008 la col·lecció es va traslladar a la Billy Ireland Cartoon Library & Museum de la Universitat Estatal d'Ohio.
El 1974, Walker va obrir el Museum of Cartoon Art, el primer museu dedicat a l'art del còmic. Inicialment, es va localitzar a Greenwich, Connecticut, i Rye Brook, Nova York, abans de traslladar-se a Boca Raton, Florida, el 1992.
Durant la seva vida va dibuixar dibuixos especials per a persones, en particular per als malalts.
De matrimonis anteriors, Walker i la seva dona, Catherine, van tenir deu fills entre els dos. Els fills de Walker, Brian i Greg Walker, produeixen la tira Hi i Lois amb Chance Browne.

## Còmics
A més de còmic books i còmics infantils, Walker ha recopilat les seves tires en 92 còmics de butxaca de "Beetle Bailey" i 35 còmics de butxaca de "Hi and Lois", a més d'haver escrit la seva autobiografia, Mort Walker's Scrapbook: Celebrating a Life of Love and Laughter.
En el seu llibre The Lexicon of Comicana (1980), escrit com una mirada satírica als dispositius que fan servir els dibuixants, Walker va popularitzar un vocabulari anomenat Symbolia que inclou el terme "squeans" per descriure els esclats d'estrelles i els petits cercles que apareixen al voltant cercles que apareixen al voltant del cap d'una caricatura per indicar l'embriaguesa, i grawlix per indicar els símbols tipogràfics que representen blasfemias, que apareixen en globus de diàleg en lloc del diàleg real.
El 2006, va llançar una revista de 24 pàgines, The Best of Times, distribuïda gratuïtament per tot Connecticut i disponible en línia. Inclou obres d'art, trencaclosques, còmics d'editorials, anuncis i una selecció d'articles, còmics i columnes sindicats per King Features. El seu fill, Neal Walker, en va ser l'editor. Entre el 2006 i el 2010 van publicar 27 números.

## Exposicions
El setembre de 2000, la Universitat de Missouri va organitzar una exposició del 50è aniversari de Beetle Bailey al gran vestíbul de la Biblioteca Elmer Ellis, mostrant originals de tires diàries i dominicals, reimpressions publicades i litografies a mida de pòster de tires seleccionades.

## Premis
El 1974, Walker va fundar el National Cartoon Museum, i el 1989 va ser inclòs al seu Museum of Cartoon Art Hall of Fame. Va rebre el premi Reuben de 1953 per Beetle Bailey, el premi Humor Strip de la National Cartoonists Society el 1966 i el 1969, el premi Gold T-Square el 1999, el premi Elzie Segar el 1977 i el 1999 i nombrosos altres premis. El 1978, Walker va rebre el Premi Quart Estate de la Legió Americana, i l'any 2000, l'exèrcit dels Estats Units li va concedir la condecoració per al servei civil distingit. Va ser guardonat amb el premi Inkpot el 1979.
Walker va rebre el premi Sparky per la seva trajectòria del Cartoon Art Museum a la New York Comic Con de 2010. El 29 de setembre de 2017, Walker va ser homenatjat al Yankee Stadium, durant el tram de la setena entrada, pel seu servei a la Segona Guerra Mundial.

## Vida personal i mort
Walker es va casar el 1949 amb la seva primera dona, Jean Suffill, a qui havia conegut durant la seva estada a la Universitat de Missouri. Van tenir set fills: Greg, Brian, Polly, Morgan, Marjorie, Neal i Roger. Més tard, el matrimoni va acabar amb un divorci el 1985. La seva segona dona va ser Catherine Prentice, amb qui es va casar el 24 d'agost de 1985. Walker va tenir tres fillastres a través de Cathy i el seu matrimoni anterior amb el dibuixant John Prentice.
Walker va morir per complicacions d'una pneumònia el 27 de gener de 2018 a la seva casa de Stamford, Connecticut. Tenia 94 anys Va ser enterrat al cementiri Willowbrook de Westport, Connecticut.